# Afreximbank

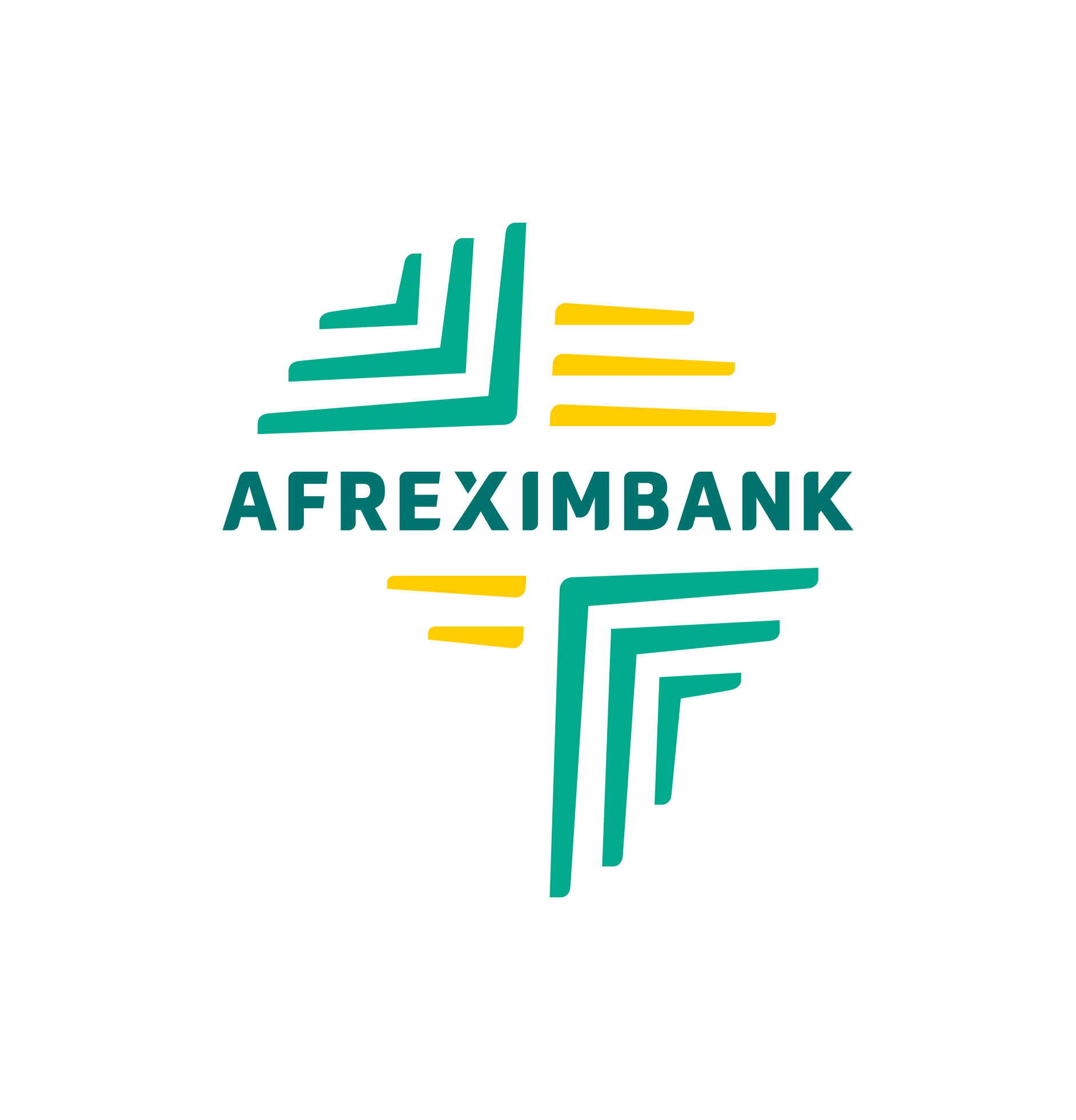
Logója

Az African Export–Import Bank, más néven Afreximbank vagy  Afrikai Export-Import Bank (franciául Banque Africaine d’Import-Export)  egy pánafrikai szupranacionális multilaterális pénzintézet. Fontos szerepet  játszik az Afrikán belüli és az Afrikán kívüli kereskedelem ösztönzésében, valamint az afrikai gazdasági integráció előmozdításában.

## Székhelye
- Kairó, Egyiptom.

## Története
1993-ban hozták létre afrikai kormányok, afrikai magán- és intézményi befektetők, valamint nem afrikai pénzügyi intézmények és magánbefektetők, az Afrikai Fejlesztési Bank égisze alatt. Hivatalosan a nigériai Abuja részvényesek első közgyűlésén indították útjára, 1993 októberében. Társalapítója: Az Afrikai Fejlesztési Bank (AfDB). 

## Fő tevékenységei
- Kereskedelmi finanszírozás nyújtása, beleértve a kereskedelmi hiteleket, garanciákat és faktoringot.
- Projektfinanszírozás, különösen az afrikai exportot támogató projektekhez, például bányászathoz, feldolgozóiparhoz, valamint az exportot segítő infrastruktúra-projektekhez.
- Az Afrikai Szárazföldi Kereskedelmi Övezet (AfCFTA) megvalósításának támogatása.
- Pandémiás helyzetben a tagállamok támogatása a gazdasági és pénzügyi sokkok enyhítésében.
- Részvényesi struktúra: Különböző osztályú részvények: A (afrikai kormányok), B (afrikai magán- és intézményi befektetők), C (nem afrikai befektetők) és D (bárki számára hozzáférhető).